# 陽性尤度比
陽性尤度比（ようせいゆうどひ）とは、ある検査において、有病者が無病者よりも何倍陽性になりやすいか、を示す値。真陽性率/偽陽性率で与えられる。陽性の患者が真陽性である確率(陽性適中率)とは違うので注意。

## 尤度比
尤度比（ゆうどひ）とは、尤度（検査における感度や特異度など）の比であり、比率として実数で表す。なお、尤度（なりやすさ、起こりやすさ）は確率であり、通常は比率として0～1で表すが、％として0％～100％で表す場合もある。
検査結果が陽性の場合の陽性尤度比と、検査結果が陰性の場合の陰性尤度比がある。
一般に、尤度比と言われれば、検査が陽性だった場合の陽性尤度比を表す場合が多い。
なお、尤度比はROC曲線の傾き、即ち「感度/(1－特異度)」であり、「感度＝1－特異度」（つまり「感度＋特異度＝1」）の場合は「尤度比＝1」である。

## 定義
陽性尤度比とは、検査が陽性だった場合の尤度の比であり、大きいほど（+ ∞ に近いほど）確定診断に優れる（陽性適中率が高くなる）。
「陽性尤度比 = 感度 / (1 − 特異度)」で定義されるが、感度と特異度を % で表した場合は「陽性尤度比 = 感度 / (100 − 特異度)」となる。
陽性尤度比を PLH、感度を Se、特異度を Sp とすると

{\displaystyle \mathrm {PLH} ={\cfrac {\mathrm {Se} }{1-\mathrm {Sp} }}}
となる。
陽性尤度比は「真陽性率 / 偽陽性率」であり、これは「有病者における陽性の尤度」（= 感度）の「無病者における陽性の尤度」（1 − 特異度）に対する比であるため、「有病者が無病者よりも何倍陽性になりやすいか」を表す。有病者は陽性になりやすいため、通常は1以上となる。

## 利用法
検査が陽性だった場合、「陽性の事後オッズ＝事前オッズ×陽性尤度比」の関係がある。
なぜならば、「陽性の事後オッズ＝真陽性者の数/偽陽性者の数」であるから、感度Se、特異度Sp、有病率aとすると
{\displaystyle {\cfrac {\mathrm {Se} \times a}{(1-\mathrm {Sp} )(1-a)}}={\cfrac {a}{1-a}}\times {\cfrac {Se}{1-Sp}}}
となる。ここで、「事前オッズ＝有病者数/（全体数－有病者数）」であり、「陽性尤度比＝感度/(1－特異度)」であった。
陽性尤度比は、通常は1以上（1～＋∞）であり、疾患である事前オッズを検査により引き上げることができる割合となる。
＋∞であれば検査によって疾患を確実に診断でき、完璧な確定診断（偽陽性率0＝0％，特異度1＝100％，陽性適中率1＝100％）となる。
陽性尤度比を＋∞にするには特異度を1＝100％にする必要があり（感度を1＝100％にしても、特異度が0では陽性尤度比は1）、特異度が高いほど確定診断に優れる検査となる。
「陽性の事後オッズ＝事前オッズ×陽性尤度比」を利用すれば、「オッズ＝確率/(1－確率)」の関係より、陽性の事後確率である陽性適中率を比較的簡単に計算できる。
なお、事前確率は「有病率＝有病者数/全体数」そのものになる。
また、ある検査の陽性尤度比が分かっている場合に、事前確率（＝有病率）から陽性時の事後確率（＝陽性適中率）を算出するためのノモグラムという道具が存在する。